# Discordia (album)
Discordia è il secondo album della band death metal/grindcore Misery Index pubblicato nel 2006.

## Tracce
1. Unmarked Graves – 4:47
2. Conquistadores – 3:37
3. Outsourcing Jehovah – 2:53
4. Breathing Pestilence – 3:15
5. Meet Reality – 2:27
6. Sensory Deprivation – 4:15
7. The Meduse Stare – 2:15
8. Dystopian Nightmares – 2:54
9. Discordia – 4:28
10. Pandemican – 2:20

- La versione giapponese dell'album include anche la cover di "Digging In" dei Nasum.

## Formazione
- Jason Netherton - basso, voce
- Sparky Voyles - chitarra
- Adam Jarvis - batteria
- Mark 'Lo Sneek' Kloeppel - chitarra, voce